# Heteromesus spinosus
Heteromesus spinosus är en kräftdjursart som först beskrevs av Frank Evers Beddard 1886.  Heteromesus spinosus ingår i släktet Heteromesus och familjen Ischnomesidae. Inga underarter finns listade i Catalogue of Life.